# Fomoria oroviale
Fomoria oroviale is een vlinder van de familie van de dwergmineermotten (Nepticulidae), van de onderfamilie van de Nepticulinae. De wetenschappelijke naam van deze soort is voor het eerst voorgesteld door Erik van Nieukerken in een publicatie uit 2019.
De soort komt voor in Zuid-Afrika.